# Aristolochia croatica
Aristolochia croatica är en piprankeväxtart som beskrevs av Horvatic. Aristolochia croatica ingår i släktet piprankor, och familjen piprankeväxter. Inga underarter finns listade i Catalogue of Life.